# Bermudo II de Leão

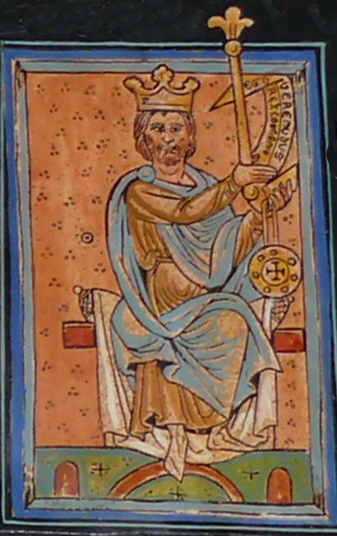
Bermudo II (Libro de las Estampas)

Bermudo II de Leão e da Galiza ou Vermudo II (ca. 956 — Villanueva del Bierzo, Leão, 999), foi rei da Galiza a partir de 982 e de Leão desde 985 e até à sua morte. Julga-se que tenha sido filho bastardo de Ordonho III de Leão (925 — Zamora, agosto de 956). Foi cognominado o Gotoso, por sofrer de gota.
Foi feito rei da Galiza, em Santiago de Compostela (982), pelos nobres galego-portugueses, descontentes com as derrotas de Ramiro III de Leão frente aos muçulmanos. Reforçou o seu poder ante Ramiro ao vencê-lo na Batalha da Portela de Arenas (983); auxiliado pelas forças do Almançor, dominou o reino de Leão em 985, e expulsou os aliados muçulmanos do seu reino; em represália, o Almançor reuniu em 987 um grande exército, com o qual saqueou sucessivamente Coimbra, Leão, Zamora, Lugo e Astorga.
Bermudo III acabou por se refugiar na Galiza ante o poderoso assédio muçulmano; contudo, as forças muçulmanas continuaram a saquear o reino, tendo logrado alcançar a própria cidade de Santiago de Compostela, em 997 tendo feito milhares de cativos cristãos e, de acordo com a tradição, obrigado os vencidos a transportar os sinos da sé-catedral até Córdova.
Bermudo continuou foragido na Galiza ante a desorganização geral do reino; à medida que a sua gota evoluía, deixou de poder cavalgar, e acabou por falecer em 999, vitimado por essa afecção.
Deixou o reino ao seu filho Afonso, então ainda menor.

## Relações familiares
Foi filho de  Ordonho III de Leão e de Urraca Fernandes.
Do seu primeiro casamento entre 980-981 com Velasquita Ramires teve:
- Cristina Bermudes, casada com Ordonho Ramirez "o Cego", filho de Ramiro III de Leão e de  Sancha Gomes, filha de Gomez Diaz de Saldanha[3][4].

Casou em Novembro de 991 com Elvira Garcia (morta em Dezembro de 1017) filha de Garcia Fernandes, conde de Castela e de Ava de Ribagorza, de quem teve:
- Afonso V de Leão e Castela (994 - 1028), rei de Leão. Casou por duas vezes, a primeira com Elvira Mendes, filha de Mendo Gonçalves, conde de Portugal[6][7] e de Tutadona Moniz. O segundo casamento foi com Urraca Garcês de Pamplona.

Filhos de uma senhora cujo nome a história não regista:
- Ordonho Bermudes (morto em 1042) casou com Fronilde Pais, filha de Paio Rodrigues ( m. 1007) e de Gotina Fernandes de Cea.